# Pirmin Benz
Pirmin Benz (Gengenbach, 26 novembre 2000) è un ciclista su strada e ciclocrossista tedesco che corre per il Team Vorarlberg.

## Palmarès

### Strada
- 2018 (Juniores, una vittoria)

2ª tappa Saarland Trofeo (Ormesheim > Altheim)

## Piazzamenti

### Competizioni mondiali
- Campionati del mondo su strada

Innsbruck 2018 - In linea Junior: ritirato
Fiandre 2021 - In linea Under-23: 29º
- Campionati del mondo gravel

Belgio 2024 - Elite: 113º

### Competizioni europee
- Campionati europei su strada

Zlín 2018 - In linea Junior: 34º
Alkmaar 2019 - In linea Under-23: ritirato